# Mykolas Biržiška
Mykolas Biržiška pronunciaçãoⓘ (Viekšniai, 24 de agosto de 1882 - Los Angeles, 24 de agosto de 1962), foi um editor, historiador, professor de literatura, diplomata e político lituano, e um dos vinte signatários da Declaração de Independência da Lituânia.
Sepultado no Calvary Cemetery (Los Angeles).